# ويليام كرايغ (مؤرخ)
ويليام كرايغ (بالإنجليزية: William Craig)‏ هو مؤرخ أمريكي، ولد في 1929، وتوفي في 22 سبتمبر 1997 في نوروولك في الولايات المتحدة.